# Prvenstvo nogometnog podsaveza Titograd 1960./61.
"Prvenstvo Titogradskog nogometnog podsaveza" bila je liga trećeg stupnja nogometnog prvenstva Jugoslavije u sezoni 1960./61. 
 Sudjelovalo je 6 klubova, a prvak je bio "OFK Titograd" iz današnje Podgorice, koji se potom natjecao za prvaka Crne Gore. 

## Ljestvica
| mj. | klub                     | ut. | pob. | ner. | por. | gol+ | gol- | bod |
| --- | ------------------------ | --- | ---- | ---- | ---- | ---- | ---- | --- |
| 1.  | OFK Titograd             | 9   | 7    | 1    | 1    | 31   | 8    | 15  |
| 2.  | Kom (Doljani – Titograd) | 9   | 6    | 1    | 2    | 19   | 18   | 13  |
| 3.  | Zmaj Danilovgrad         | 9   | 5    | 1    | 3    | 22   | 12   | 11  |
| 4.  | Dečić Tuzi               | 9   | 3    | 1    | 5    | 18   | 24   | 7   |
| 5.  | Čelik Nikšić             | 9   | 2    | 0    | 7    | 8    | 25   | 4   |
| 6.  | Zora Spuž                | 5   | 0    | 0    | 5    | 5    | 16   | 0   |

- Titograd – tadašnji naziv za Podgoricu
- "Zora" iz Spuža odustala nakon prvog dijela

## Rezultatska križaljka
| kratica | klub                     | ČEL | DEČ | KOM | OFKT | ZMAJ | ZORA |
| --- | ------------------------ | --- | --- | --- | ---- | ---- | ---- |
| ČEL | Čelik Nikšić             |     |     |     |      |      |      |
| DEČ | Dečić Tuzi               |     |     |     |      |      |      |
| KOM | Kom (Doljani – Titograd) |     |     |     |      |      |      |
| OFKT | OFK Titograd             |     |     |     |      |      |      |
| ZMAJ | Zmaj Danilovgrad         |     |     |     |      |      |      |
| ZORA | Zora Spuž                |     |     |     |      |      |      |
| |                          |     |     |     |      |      |      |
| podebljan rezultat - utakmice od 1. do 5. kola (1. utakmica između klubova) rezultat normalne debljine - utakmice od 6. do 10. kola (2. utakmica između klubova) rezultat nakošen - nije vidljiv redoslijed odigravanja međusobnih utakmica iz dostupnih izvora rezultat nakošen i smanjen * - iz dostupnih izvora nije uočljiv domaćin susreta prekrižen rezultat - poništena ili brisana utakmica p - utakmica prekinuta 3:0 p.f. / 0:3 p.f. - rezultat 3:0 bez borbe n.i. - nije igrano |                          |     |     |     |      |      |      |

 Izvori: 

## Unutrašnje poveznice
- Crnogorska republička nogometna liga 1960./61.
- Prvenstvo nogometnog podsaveza Kotor 1960./61.
- Prvenstvo nogometnog podsaveza Bijelo Polje 1960./61.